# Ocotea aurantiodora
Ocotea aurantiodora är en lagerväxtart som först beskrevs av R. & P., och fick sitt nu gällande namn av Carl Christian Mez. Ocotea aurantiodora ingår i släktet Ocotea och familjen lagerväxter. Inga underarter finns listade i Catalogue of Life.